# Kostel svatého Martina (Hrochův Týnec)
Kostel svatého Martina ve městě Hrochův Týnec v okrese Chrudim je farní kostel římskokatolické farnosti Hrochův Týnec, zasvěcený svatému Martinovi, chráněný jako kulturní památka.
Původně gotický kostel je připomínán již v roce 1349, stavba byla tehdy opevněná. V letech 1723–1725 byl kostel barokně přestavěn řádem premonstrátů, areál kostela a sousední fary prošel v roce 1999 generální rekonstrukcí.